# Хипсей
Хипсей (на гръцки: Ὑψεύς) в древногръцката митология легендарен цар на лапитите в Тесалия. Името му означава „висок“.
Той е син на речния бог Пенея и наядата Креуза, дъщеря на Гея и Океан. Хипсей е герой от второто поколение титани. Брат е на Дафне.
Баща е на четири дъщери: Кирена (възлюбена на Аполон), Темисто (съпруга на Атамант) и Алкаеа и Астиагия (която се омъжва за Перифант). Хипсей става дядо чрез своята дъщеря Кирена от Аполон на Аристей, Идмон и Диомед от Тракия.